# Elpidios (Usurpator)

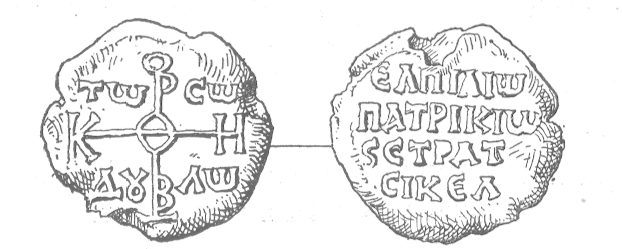
Siegel des Elpidios

Elpidios (mittelgriechisch Ἐλπίδιος, lateinisch Elpidius; † nach 792/802) war ein byzantinischer Usurpator, der 781 auf Sizilien gegen Kaiserin Irene und deren Sohn Konstantin VI. revoltierte und nach seiner Flucht in das Kalifat der Abbasiden von den Arabern als Kaiser anerkannt wurde.

## Leben
Der Patrikios Elpidios wurde im Februar 781 von Irene zum Strategos des Themas Sizilien ernannt, nachdem er dieses Amt zuvor schon einmal innegehabt hatte. Zu Ostern wurde er bei der Kaiserin fälschlich beschuldigt, die Verschwörer um den Kaisar Nikephoros unterstützt zu haben. Dem Versuch, Elpidios festnehmen zu lassen, widersetzten sich die Sizilianer erfolgreich, woraufhin dessen Frau und Söhne im Praitorion in Konstantinopel in Sippenhaft genommen wurden. Im folgenden Jahr entsandte Irene eine Streitmacht unter dem Kommando des Eunuchen Theodoros gegen Elpidios, der zusammen mit seinem Dux Nikephoros die Flucht ergriff und sich zu den Arabern nach Nordafrika absetzte. Dort ließ er sich mit Billigung des Statthalters Yazid ibn Hatim al-Muhallabi zum Basileus krönen. Vermutlich 792 nahm Elpidios an einem erfolglosen Feldzug der Araber gegen das byzantinische Kleinasien teil, möglicherweise, um dort gegen Konstantin VI. als Kaiser von Hārūn ar-Raschīds Gnaden installiert zu werden.
Die syrischen Quellen verlegen die Episode ins Jahr 792/793 und behaupten, Elpidios habe sich an Irene vergangen und sei aus Angst vor der als Strafe verhängten Blendung zu den Arabern geflohen. Konstantin VI. habe seiner Mutter darauf den Kaisertitel entzogen und die Familie des Elpidios in Haft nehmen lassen. Dieser soll noch zu Beginn der Regierungszeit des Kaisers Nikephoros I. bei den Arabern im Irak gelebt haben.